# Вільяно-Б'єллезе
Вільяно-Б'єллезе (італ. Vigliano Biellese, п'єм. Vijan) — муніципалітет в Італії, у регіоні П'ємонт,  провінція Б'єлла.
Вільяно-Б'єллезе розташоване на відстані близько 540 км на північний захід від Рима, 65 км на північний схід від Турина, 5 км на схід від Б'єлли.
Населення — 7959 осіб (2014).
Щорічний фестиваль відбувається 29 вересня. Покровитель — святий Архангел Михаїл.

## Демографія
Населення за роками:

Станом на 1 січня 2023 року в муніципалітеті офіційно проживали 332 іноземці з 36 країн, серед них 93 громадяни країн Євросоюзу та 17 громадян України.

## Сусідні муніципалітети
- Б'єлла
- Кандело
- Черрето-Кастелло
- Коссато
- Ронко-Б'єллезе
- Вальденго